# Cattleya colnagiana
Cattleya colnagiana är en orkidéart som beskrevs av Lou Christian Menezes. Cattleya colnagiana ingår i släktet Cattleya och familjen orkidéer. Inga underarter finns listade i Catalogue of Life.